# Сімоне Бентівольйо
Сімоне Бентівольйо (італ. Simone Bentivoglio, нар. 29 травня 1985, Пінероло) — італійський футболіст, що грав на позиції півзахисника. По завершенні ігрової кар'єри — тренер.
Виступав, зокрема, за клуб «К'єво», а також молодіжну збірну Італії.

## Клубна кар'єра
Народився 29 травня 1985 року в місті Пінероло. Вихованець футбольної школи клубу «Ювентус».
У дорослому футболі дебютував 2005 року виступами за команду «Мантова», в якій провів один сезон, взявши участь у 16 матчах чемпіонату. 
Протягом 2006—2007 років захищав кольори клубу «Модена».
Своєю грою за останню команду привернув увагу представників тренерського штабу клубу «К'єво», до складу якого приєднався 2007 року. Відіграв за другий за титулованістю клуб з Верони наступні чотири сезони своєї ігрової кар'єри. Більшість часу, проведеного у складі «К'єво», був основним гравцем команди.
Згодом з 2011 по 2021 рік грав у складі команд «Барі», «Сампдорія», «Падова», «К'єво», «Брешія», «Модена», «Венеція», «Робур Сієна» та «Віртус Верона».
Завершив ігрову кар'єру у команді «Вігазьо», за яку виступав протягом 2021—2022 років.

## Виступи за збірні
У 2000 році дебютував у складі юнацької збірної Італії (U-15), загалом на юнацькому рівні взяв участь у 43 іграх, відзначившись 4 забитими голами.
У 2006 році залучався до складу молодіжної збірної Італії. На молодіжному рівні зіграв в одному офіційному матчі.

## Кар'єра тренера
Розпочав тренерську кар'єру відразу ж по завершенні кар'єри гравця, 2022 року, увійшовши до тренерського штабу клубу «Вігазьо».
Протягом тренерської кар'єри також очолював команди «Вігазьо» та «Арциньяно Вальк'ямпо».
Наразі останнім місцем тренерської роботи був клуб «Арциньяно Вальк'ямпо», головним тренером команди якого Сімоне Бентівольйо був протягом 2024 року.

## Статистика виступів

### Статистика клубних виступів
| Сезон                     | Команда                   | Чемпіонат                 | Чемпіонат | Чемпіонат | Національний кубок | Національний кубок | Національний кубок | Континентальні кубки | Континентальні кубки | Континентальні кубки | Інші змагання | Інші змагання | Інші змагання | Усього | Усього |
| Сезон                     | Команда                   | Ліга                      | Ігор      | Голів     | Ліга               | Ігор               | Голів              | Ліга                 | Ігор                 | Голів                | Ліга          | Ігор          | Голів         | Ігор   | Голів  |
| ------------------------- | ------------------------- | ------------------------- | --------- | --------- | ------------------ | ------------------ | ------------------ | -------------------- | -------------------- | -------------------- | ------------- | ------------- | ------------- | ------ | ------ |
| 2005–06                   | «Мантова»                 | B                         | 16        | 0         | КІ                 | 0                  | 0                  | -                    | -                    | -                    | -             | -             | -             | 16     | 0      |
| 2006–07                   | «Модена»                  | B                         | 34        | 0         | КІ                 | 0                  | 0                  | -                    | -                    | -                    | -             | -             | -             | 34     | 0      |
| 2007–08                   | «К'єво»                   | B                         | 38        | 6         | КІ                 | 0                  | 0                  | -                    | -                    | -                    | -             | -             | -             | 38     | 6      |
| 2008–09                   | «К'єво»                   | A                         | 23        | 1         | КІ                 | 1                  | 0                  | -                    | -                    | -                    | -             | -             | -             | 24     | 1      |
| 2009–10                   | «К'єво»                   | A                         | 35        | 1         | КІ                 | 3                  | 3                  | -                    | -                    | -                    | -             | -             | -             | 38     | 4      |
| 2010-січ. 2011            | «К'єво»                   | A                         | 12        | 0         | КІ                 | 3                  | 0                  | -                    | -                    | -                    | -             | -             | -             | 15     | 0      |
| січ.-черв. 2011           | «Барі»                    | A                         | 16        | 2         | КІ                 | 0                  | 0                  | -                    | -                    | -                    | -             | -             | -             | 16     | 2      |
| 2011-січ. 2012            | «Сампдорія»               | B                         | 15        | 1         | КІ                 | 0                  | 0                  | -                    | -                    | -                    | -             | -             | -             | 15     | 1      |
| січ.-черв. 2012           | «Падова»                  | B                         | 19        | 0         | КІ                 | 0                  | 0                  | -                    | -                    | -                    | -             | -             | -             | 19     | 0      |
| 2012–13                   | «К'єво»                   | A                         | -         | -         | КІ                 | -                  | -                  | -                    | -                    | -                    | -             | -             | -             | -      | -      |
| 2013–14                   | «К'єво»                   | A                         | 19        | 1         | КІ                 | 2                  | 0                  | -                    | -                    | -                    | -             | -             | -             | 21     | 1      |
| Усього за «К'єво»         | Усього за «К'єво»         | Усього за «К'єво»         | 127       | 9         |                    | 9                  | 3                  |                      | -                    | -                    |               | -             | -             | 136    | 12     |
| 2014–15                   | «Брешія»                  | B                         | 32        | 0         | КІ                 | 1                  | 0                  | -                    | -                    | -                    | -             | -             | -             | 33     | 0      |
| 2015–16                   | «Модена»                  | B                         | 25        | 2         | КІ                 | 0                  | 0                  | -                    | -                    | -                    | -             | -             | -             | 25     | 2      |
| Усього за «Модена»        | Усього за «Модена»        | Усього за «Модена»        | 59        | 2         |                    | 0                  | 0                  |                      | -                    | -                    |               | -             | -             | 59     | 2      |
| 2016–17                   | «Венеція»                 | ЛП                        | 26        | 2         | КІ-ЛП              | 4                  | 0                  | -                    | -                    | -                    | СКІ-ЛП        | 2             | 1             | 32     | 3      |
| 2017–18                   | «Венеція»                 | B                         | 21        | 2         | КІ                 | 1                  | 0                  | -                    | -                    | -                    | -             | -             | -             | 20     | 2      |
| 2018–19                   | «Венеція»                 | B                         | 26+2      | 2         | КІ                 | 1                  | 0                  | -                    | -                    | -                    | -             | -             | -             | 29     | 2      |
| Усього за «Венеція»       | Усього за «Венеція»       | Усього за «Венеція»       | 75        | 6         |                    | 6                  | 0                  |                      | -                    | -                    |               | 2             | 1             | 83     | 7      |
| 2019-січ. 2020            | «Робур Сієна»             | C                         | 3         | 0         | КІ+КІ-C            | 0+0                | 0                  | -                    | -                    | -                    | -             | -             | -             | 3      | 0      |
| січ.-черв. 2020           | «Віртус Верона»           | C                         | 8         | 1         | КІ-C               | 0                  | 0                  | -                    | -                    | -                    | -             | -             | -             | 8      | 1      |
| 2020–21                   | «Віртус Верона»           | C                         | 24        | 0         | -                  | -                  | -                  | -                    | -                    | -                    | -             | -             | -             | 24     | 0      |
| Усього за «Віртус Верона» | Усього за «Віртус Верона» | Усього за «Віртус Верона» | 32        | 1         |                    | -                  | -                  |                      | -                    | -                    |               | -             | -             | 32     | 1      |
| 2021–22                   | «Вігазьо»                 | Ечч.                      | 24        | 3         | АКІ                | 0                  | 0                  | -                    | -                    | -                    | -             | -             | -             | 0      | 0      |
| Усього за кар'єру         | Усього за кар'єру         | Усього за кар'єру         | 391       | 21        |                    | 16                 | 3                  |                      | -                    | -                    |               | 2             | 1             | 408    | 25     |